# Georges Marçais

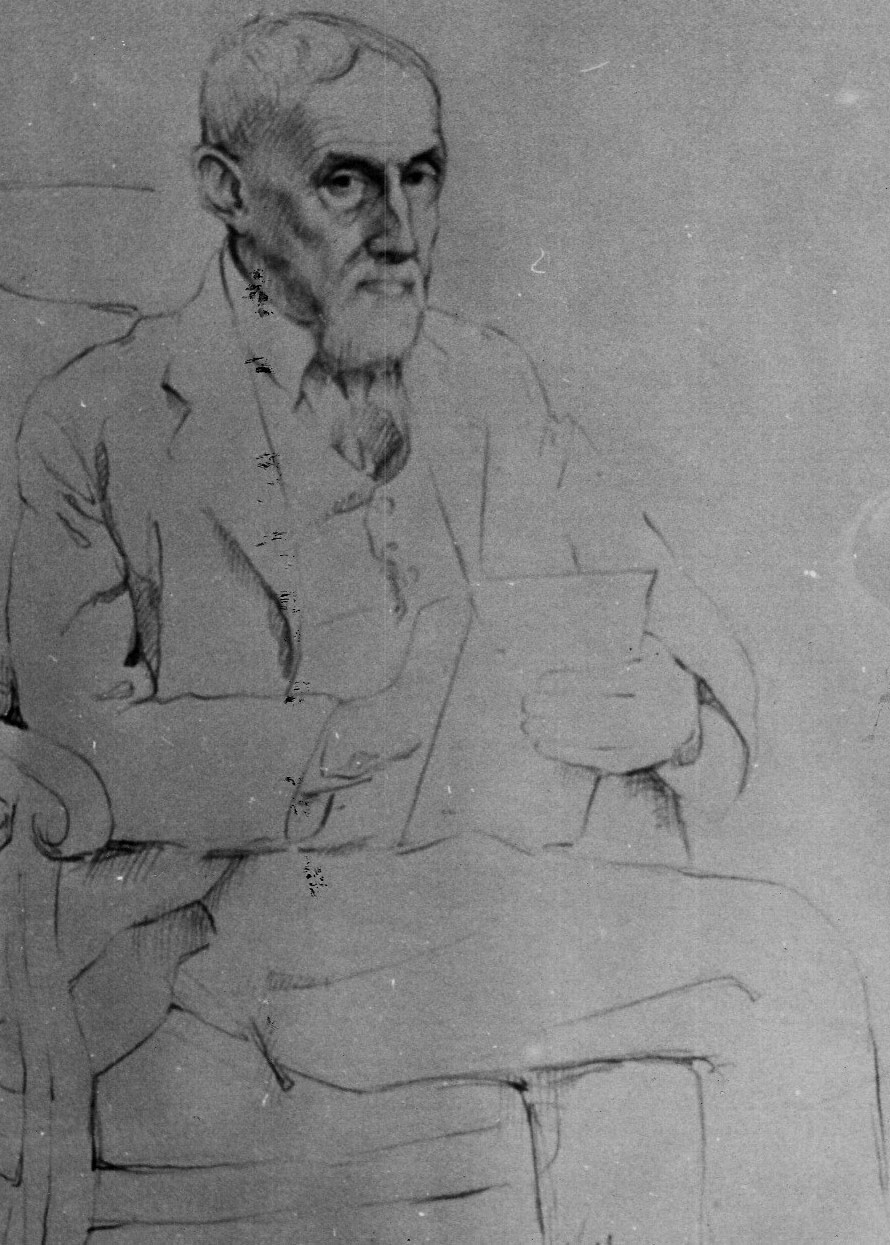
Georges Marçais secondo Bachir Yellès

Georges Alfred Marçais (Rennes, 11 marzo 1876 – Parigi, 20 maggio 1962) è stato un orientalista francese.

## Biografia
Georges Marçais nacque in una famiglia di artisti e letterati. Frequentò quindi l'École des Beaux-Arts di Parigi. Nel 1902 avviò i suoi studi di storia e di geografia nell'Università di Rennes, nella Facoltà di lettere.. Dipinse e scrisse prima di scoprire l'islamistica nel 1902, in occasione d'un suo viaggio a Tlemcen (Algeria), dove suo fratello William Marçais era professore nella Medersa.
Insegnò anch'egli nella Medersa, a Costantina, per poi diventare il primo titolare della cattedra di Archeologia Musulmana all'Università di Algeri. Nel 1929 assunse la direzione del Musée des Antiquités et de l'Art Musulman d'Algeri e nel 1935 diresse l'Institut d'Études Orientales.

## Onorificenze
- Membro dell'Académie des inscriptions et belles-lettres (1940).
- Grand Prix Littéraire de l'Algérie (1952).

## Opere
- La Berbérie musulmane et l'Orient au moyen âge, Montaigne, 1946
- Les villes d'art célèbres: Tlemcen, Librairie Renouard, H. Laurens, Paris 1950
- L'architecture musulmane d'occident, Arts et Métiers Graphiques, Paris 1954
- Algérie médiévale, monuments et paysages historiques, Arts et Métiers Graphiques, Paris 1957
- Villes et campagnes d'Algérie, Gouvernorat Général, Imprimerie Nationale, Paris 1958